# HD 170657
HD 170657 is een oranje dwerg met een spectraalklasse van K2.V. De ster bevindt zich 43,0 lichtjaar van de zon.